# Готьо
Готьо (фр. Gauthiot) — водопады в Чаде, одно из чудес природы страны.
Они находятся примерно на середине русла реки Майо-Кеби в южной части страны.
Водопады составляют невысокий каскад; вместе они достигают высоты около 17 метров.
Майо-Кеби берёт начало ответвляясь от Логоне. Речная эрозия вызывает разрушение пород и постепенную миграцию местоположения водопадов вверх по течению. Геологи предполагают, что если ничего не предпринимать, через несколько тысяч лет водопады Готьо дойдут до Логоне и заберут всю воду. Таким образом Логоне перестанет наполнять озеро Чад, и оно обмелеет из-за потери водоснабжения.